# 柳川茂
柳川茂（日语：／ Yanagawa Shigeru，1950年5月18日—），日本男編劇、構成作家。出身於神奈川縣。

## 來歷、人物
柳川茂從神奈川縣立相模台工業高校畢業後，加入動畫製作公司龍之子製作公司（以下簡稱龍之子）。在龍之子期間，他被分配到企劃文藝部門，並作為企劃參與了《時間飛船系列》和《保羅歷險記》等多部電視動畫。另一方面，他也參與了《河馬與嘟嘟》和《土包子大將》等作品的劇本創作。
1979年，他與設計師同事下元明子（現為河井乃亞）結婚。兩年後，他的妻子從龍之子離職，成為自由職業者。1983年，他也辭去了從龍之子離職，開始了編劇生涯。
1980年代，他為《福星小子》、《相聚一刻》、《仙魔大戰》、《銀翼超人》提供劇本。
自1990年代以來，他參與了《美少女戰士》系列、《小紅帽恰恰》、《亂馬½ 熱鬥篇》、《時間飛船2000 怪盗閃亮超人》等多部電視動畫的製作。
最近，他和妻子也從事繪本作家的工作。也和妻子接受洗禮，並成為基督徒。

## 參加作品

### 電視動畫
- 土包子大將（日语：いなかっぺ大将）
- 河馬與嘟嘟（日语：カバトット）
- 時間飛船系列（日语：タイムボカンシリーズ）
  - 時間飛船（企劃）
  - Z超人（日语：ゼンダマン）（企劃）
  - 救難小英雄Yattode（企劃）
  - 時間飛船2000 怪盗閃亮超人（日语：タイムボカン2000 怪盗きらめきマン）
- （企劃）
- 保羅歷險記（企劃）
- 黑豹傳奇（原案）
- 科學小飛俠F（企劃）
- 森林裡的快樂小精靈們 貝爾菲與利比特（日语：森の陽気な小人たちベルフィーとリルビット）（原作）
- 萬能戰士無比敵（企劃）
- 黃金戰士Gold Lightan（企劃）
- 動畫親子劇場（日语：アニメ親子劇場）（企劃）
- 衝鋒勝平（日语：ダッシュ勝平）（劇本統籌）
- 福星小子 (1981年版)（劇本統籌）
- 猿飛小忍者（日语：さすがの猿飛）
- 飛屋大冒險（日语：トンデラハウスの大冒険）（企劃）
- 電腦旅行偵探團（日语：パソコントラベル探偵団）（企劃、文藝）
- 美雪、美雪
- 停止!! 雲雀
- 魔法天使奶油麻美
- 銀翼超人
- 金比羅小子（日语：コンポラキッド）[1]
- 高校！奇面組（日语：ハイスクール!奇面組）
- 相聚一刻
- 楓葉鎮物語
- 海螺小姐
- 褞袍超人
- 新楓葉鎮物語 棕櫚鎮篇
- 仙魔大戰
- 之後頓珍漢（日语：ついでにとんちんかん）
- 妳好！淑女小琳（日语：レディ!!#ハロー！レディリン）
- 亂馬½ (1989年版)
- 名門！第三野球部（日语：名門!第三野球部）
- 新仙魔大戰
- 亂馬½ 熱鬥篇（劇本統籌）
- 青色杜馬（日语：青いブリンク）（劇本統籌）
- 魔法使莎莉 (1989版)
- 搞怪刑事（日语：がきデカ）
- NG騎士檸檬汽水&40
- 至尊勇者
- 電腦小奇俠（日语：ゲンジ通信あげだま）
- 美少女戰士
- 大拇指公主
- 美少女戰士R
- 可愛巧虎島
- 小紅帽恰恰
- 白雪公主的傳說（日语：白雪姫の伝説）
- 宇宙小毛球
- 叮噹貓
- 天才寶貝
- 貓狐警探（日语：はいぱーぽりす）
- 炸彈人 彈珠人爆外傳V
- 爆笑吸血鬼'99
- 下級生
- F-ZERO 法爾康傳說（日语：F-ZERO ファルコン伝説）
- 可愛巧虎島 He So Ka

### OVA
- 銀河英雄傳說

### 特攝影集
- 超人機梅塔路達
- 電磁戰隊百萬連者

### 遊戲
- 英雄戰記（日语：ウィークネスヒーロー トラウマン）（劇本）

### 繪本
永岡書店「名作動畫繪本」系列
- 竹取物語
- 桃太郎
- こびととくつや
- 孫悟空
- 人魚公主
- 白雪公主
- 長靴貓
- 拇指姑娘
- 糖果屋
- 傑克與豌豆
- 醜小鴨
- 蜜蜂瑪雅（日语：みつばちマーヤの冒険）

與下元明子合作
- Little Joy系列
- 金魚

## 相關項目
- 河井乃亞（日语：河井ノア）（下元明子）
- 龍之子製作公司
- 日本動畫師列表（日语：アニメ関係者一覧）